# Hans Conradt Buchegger

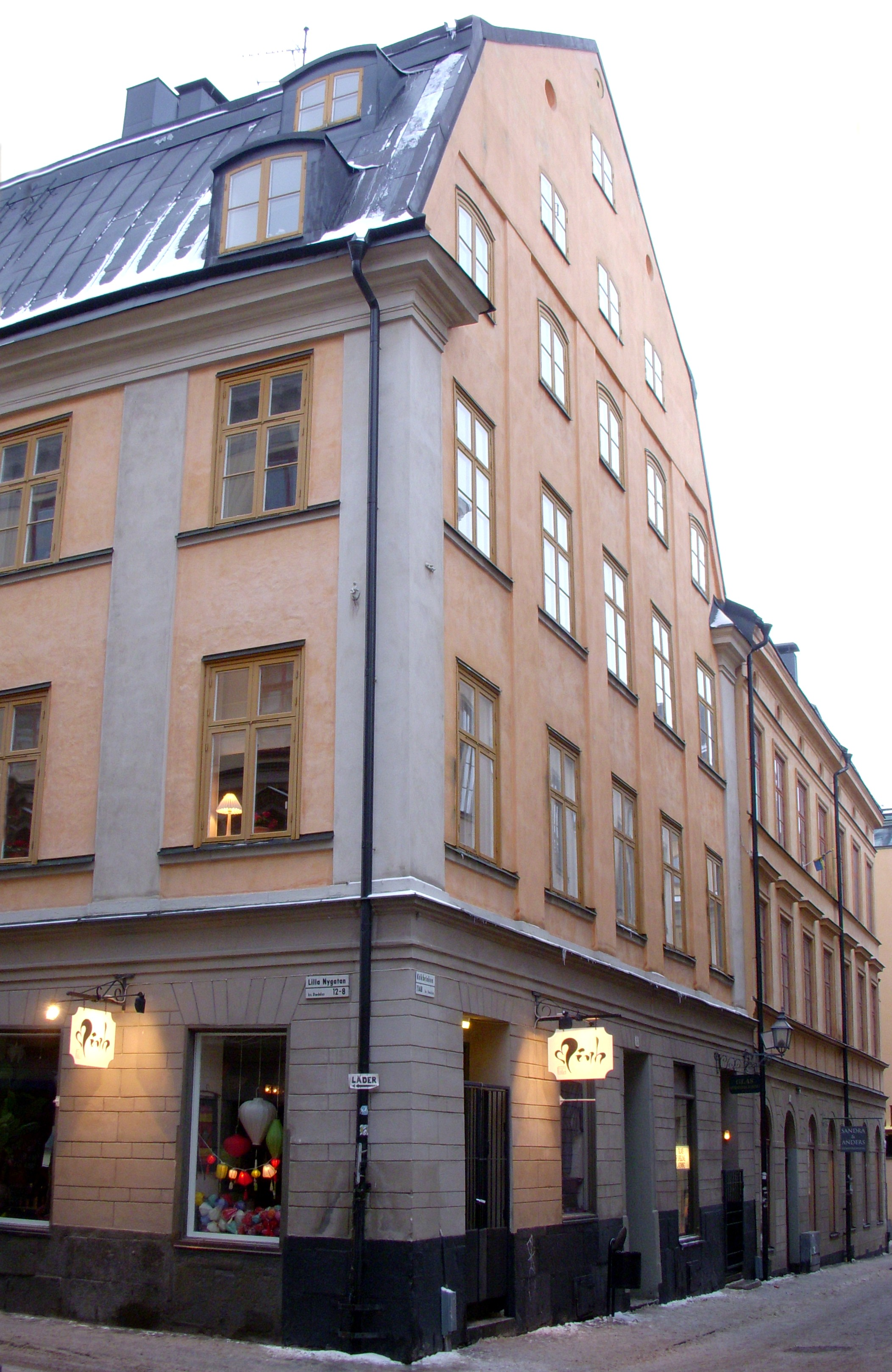
Huset i hörnet Lilla Nygatan/Kåkbrinken byggdes av Buchegger omkring 1690.

Hans Conradt Buchegger var stadsbyggmästare i Stockholm, verksam kring sekelskiftet 1700 och bland annat delaktigt vid nybyggnaden av Stockholms slott under Nicodemus Tessin d.y.

## Biografi
Hans Buchegger härstammade från Schaffhausen i Schweiz och han hade enligt Tessin en rad tyska mästargesäller knutna till sig. Som stadsbyggmästare och senare slottsbyggmästare var det Bucheggers uppgift att organisera och samordna själva byggverksamheten på olika offentliga byggarbetsplatser. 
En byggnad som uppfördes omkring 1690 av Hans Buchegger var Lilla Nygatan 8, granne till Kungliga posthuset. Han kunde även begära att byggnader revs, som framgår av ett protokoll av den 25 februari 1690 då han anbefallade att tillse, om kåken på Stora torget (Packartorget, numera Norrmalmstorg) i staden är bortrötter, såsom angifvet är, och då uti den händelse låta göra en ånyo i dess ställe igen.
Södra Bankohusets tillbyggnad tillkom under åren 1694-1712 med Nicodemus Tessin d.y. som arkitekt. Byggarbetskraften var till stor del invandrade hantverkare från Centraleuropa, som leddes av Buchegger. Han var inte bara verksam i Stockholm utan kopplades även in efter Uppsala domkyrkas brand 1702. Nicodemus Tessin undersökte byggnaden och förordnade sedan slottsbyggmästare Hans Buchegger att ha uppsikt över reparationen.
Bucheggers största arbetsplats var dock Stockholms slotts nybyggnad, där han var slottsbyggmästare. När Slottet var under ombyggnad och norra längan uppförd utbröt slottsbranden 1697. Redan innan årets slut (1697) hade Tessin sina planritningar färdig. Det gick så fort att man kunde tro att det fanns ett samband mellan branden och Tessins planer för det nya slottet. Tessin och hans slottsbyggmästare Hans Buchegger hade påträffats under branden på Rikssalsvinden när båda (förgäves) försökte att hindra elden från att sprida sig till den nybyggda delen.